# Lake Johnson
Der Lake Johnson, manchmal auch als Lake Johnstone bezeichnet, ist ein See im Queenstown-Lakes District der Region Otago auf der Südinsel von Neuseeland.

## Geographie
Der Lake Johnson, der der Form einer Erdnuss gleicht, befindet sich rund 760 m nördlich von Frankton, einem östlich gelegenen Stadtteil von Queenstown. Der bis zu 26,8 m tiefe See liegt auf einer Höhe von 399 m, umfasst eine Fläche von rund 20 Hektar und erstreckt sich bei einer Breite von rund 320 m über eine Länge von rund 960 m in Nord-Süd-Richtung. Das Wassereinzugsgebiet des kleinen Sees beträgt rund 1,9 km².
Der See, der über keine nennenswerten Zuflüsse verfügt, entwässert über ein kleines Rinnsal nach Norden in den Shotover River.